# Autorretrato (Anne Seymour Damer)
Autorretrato é uma escultura da artista inglesa Anne Seymour Damer, conservada na prestigiosa Galeria dos Autorretratos da Galeria Uffizi, em Florença.
Num período em que a escultura era associada ao trabalho físico e, portanto, considerada imprópria às mulheres da elite, Damer desafiou essas expectativas não apenas praticando a escultura em pedra e mármore, mas exibindo suas obras publicamente na Royal Academy de Londres — algo ainda muito raro para mulheres artistas na época.
Seu autorretrato, ao ser integrado à coleção dos Uffizi, consagra uma artista que soube manter sua independência pessoal e artística, recusando-se a desempenhar os papéis tradicionais atribuídos às mulheres de sua classe. Após um casamento infeliz e breve, viveu de forma autônoma e cercada por uma rede de amizades femininas e intelectuais que alimentaram sua liberdade de criação.
Este busto de mármore, doado pela própria artista à Galeria Uffizi, foi executado em 1778 segundo uma gravura ainda fortemente idealizada e inspirada pela escultura clássica, como também atesta a assinatura na base em caracteres gregos, de acordo com um gosto antiquário frequente em suas obras. Quando, em 1912, o Diretor da Galeria Uffizi admitiu esculturas à série de autorretratos, apenas a de Damer foi incluída na coleção Grão-Ducal.